# Brass band
La brass band (banda de metalls) és un grup de metall i percussió, nascut essencialment per a acompanyar els moments rituals de la vida de les comunitats negres a Nova Orleans, als Estats Units, en el tombant dels segles XIX i XX. Així, participava i participa en cerimònies religioses, com els enterraments, o festes populars, com el Carnaval.
A partir d'aquesta música d'arrel popular, va néixer el jazz, inicialment en el seu estil anomenat Nova Orleans o també per part de l'ètnia blanca dixieland.
Aquesta formació perviu com una de les mostres musicals més genuïnes de Nova Orleans, amb formacions històriques i alhora renovadores com la Dirty Dozen Brass Band o la Rebirth Brass Band. Paral·lelament, es va estendre arreu del món, i avui la brass band existeix en moltíssims indrets. Participen regularment en festivals de jazz. Una de les mostres més importants a Europa és el Festival Internacional de Dixieland de Tarragona.